# Doraemon: Nobita và nước Nhật thời nguyên thủy
Doraemon: Nobita và nước Nhật thời nguyên thủy (ドラえもん のび太の日本誕生 Doraemon Nobita no Nippon Tanjō) là phim khoa học viễn tưởng 1989 của đạo diễn Shibayama Tsutomu. Truyện được tác giả Fujiko F. Fujio đăng trên tạp chí CoroCoro Comic từ tháng 10 năm 1988 đến tháng 3 năm 1989 và được Shogakukan tập hợp ấn hành thành cuốn truyện hoàn chỉnh vào ngày 28 tháng 7 năm 1987. Tại Việt Nam truyện được Nhà xuất bản Kim Đồng phát hành với tên đầu tiên là Chiến thắng quỷ Kamat. Truyện lấy bối cảnh hậu thế Pleistocen tại Nhật Bản và Trung Quốc đại lục có một người xấu xa đến từ thế giới tương lai trở lại quá khứ nhằm thôn tính, thay đổi lịch sử nhân loại. Nobita cùng những người bạn vô tình phiêu lưu đến và giúp bộ tộc cổ đại chống lại Gigazombie. Sau đó tác phẩm được đạo diễn Shibayama Tsutomu chuyển thể thành phim, trở thành phim thứ 10 của loạt phim điện ảnh Doraemon, được công chiếu vào ngày 11 tháng 3 năm 1989. Sau đó phim được Toho phát hành trong định dạng băng và đĩa DVD tại Nhật Bản và tại Việt Nam do Công ty điện ảnh Thành phố Hồ Chí Minh phát hành không bản quyền trong định dạng VCD. Ca khúc mở đầu phim là "Doraemon no Uta" (ドラえもんのうた, dịch nghĩa Bài hát về Doraemon) do Yamano Satoko trình bày và ca khúc kết thúc là "Toki No Tabibita" (時の旅人, dịch nghĩa Lữ khách vượt thời gian) do Nishida Toshiyuki trình bày. Tại Hong Kong, phim được công chiếu vào ngày 20 tháng 7 năm 1989 còn tại Đài Loan được phát hành trong thập niên 1990.

## Nội dung

Bìa truyện Nobita và nước Nhật thời nguyên thủy

Câu chuyện bắt đầu khi nhóm bạn Doraemon giận dỗi cha me và được Nobita rủ rê bỏ nhà ra đi, trở về thế giới 70 vạn năm trước tại Nhật Bản. Tại đó, họ đã tạo ra một công viên thật thoải mái cho riêng mình. Cơn giận dỗi kết thúc, họ trở về và phát hiện ra cậu bé Kukuru - người dân của bộ lạc Hikari (Trung Quốc) - bị lỗ hổng thời gian hút lạc vào thế giới Nhật Bản hiện tại. Doraemon dò thông tin biết được bộ lạc của Kukuru đang bị bộ tộc Kuracha truy bắt mà. Tên quỷ Gigazombie bí ẩn là chúa tể bộ tộc Kuracha. Nobita và các bạn cùng cưỡi những con vật lai giống kì lạ (do chính cậu lai tạo ra) đi tìm đoàn người bộ lạc Hikari đang bị tên quỷ Gigazombie bắt đi.
Sau nhiều ngày họ đã tìm thấy đoàn nô lệ, một trận chiến đã diễn ra và dĩ nhiên phần thắng thuộc về nhóm bạn Doraemon. Họ đưa đoàn người đến Nhật Bản sinh sống và an tâm rằng bộ lạc Hikari có một cuộc sống an toàn. Thế nhưng khi quay về thế giới hiện tại, Doraemon đã nghiên cứu và biết rằng tên quỷ Gigazombie không phải là người bình thường, hắn có một phép thuật siêu nhiên có nguồn gốc từ công nghệ của thế kỉ 23. Nobita và các bạn quay về thời tiền sử ngay nhưng đã quá muộn, đoàn người Hikari an cư chưa được bao lâu thì đã bị bắt đi một lần nữa. Nhóm bạn quyết định đến tận sào huyệt của Gigazombie để giải cứu bộ lạc.
Họ đi đến một vùng lạnh giá đầy băng tuyết ở phía Bắc theo hướng dẫn của gậy thần dẫn đường. Không may Nobita đã bị rơi lại giữa đường. Những người còn lại tìm ra một hang động và sử dụng ''bình cứu nạn'' để giải cứu Nobita nhưng lại bị tên linh thần đất sét - tay sai của Gigazombie phá huỷ. Trong khi chờ đợi, nhóm bạn phát hiện ra cái hang mà mình đang trú ẩn chính là căn cứ của bọn Gigazombie, họ xông thẳng vào nhưng lại bị Gigazombie bắt sống.
Trong khi đó Nobita được một con voi Mamút cứu sống và cưỡi các loài vật lai giống của mình tìm Doraemon và các bạn. Cậu đến vừa kịp lúc cứu Doraemon, Jaian, Suneo, Shizuka sắp bị ăn thịt bởi loài báo nanh dài hung dữ. Nhóm bạn chạy trốn nhưng bị tên Gigazombie làm bít cửa hang đá, chặn mọi ngã đường. Đang lúc nguy cấp thì Nobita bỗng nhớ ra chiếc hộp con voi Mamút đưa cho cậu, cậu mở hộp ra và ấn nút. Tín hiệu nhanh chóng phát ra cho đội tuần tra thời gian (cải trang trong lốt voi Mamút), ho nhanh chóng đến giải cứu cho nhóm bạn Doraemon và bộ lạc Hikari. Căn cứ của Gigazombie bị phá huỷ.

## Sản xuất
- Bộ phim là sản phẩm[1] của:
  - Hãng hoạt hình Shinei (Shinei Animation).
  - Nhà xuất bản Shogakukan.
  - Hãng truyền hình Asahi.

## Phân vai
| Nhân vật                 | Diễn viên lồng tiếng Nhật |
| ------------------------ | ------------------------- |
| Doraemon                 | Ōyama Nobuyo              |
| Nobita                   | Ohara Noriko              |
| Shizuka                  | Nomura Michiko            |
| Suneo                    | Kimotsuki Kaneta          |
| Jaian                    | Tatekabe Kazuya           |
| Mẹ Nobita                | Chijimatsu Sachiko        |
| Ba Nobita                | Kato Masayuki             |
| Thầy giáo                | Tanaka Ryouichi           |
| Mẹ Jaian                 | Aoki Kazuyo               |
| Mẹ Suneo                 | Ohtori Yoshino            |
| Monmosu                  | Oomiya Butsuni            |
| Tsuchidama               | Takashima Gara            |
| Gigazombie               | Nagai Ichiro              |
| Watabe                   | Futamata Issei            |
| Trưởng làng              | Kitamura Koichi           |
| Thành viên bộ tộc        | Hashimoto Kouichi         |
| Cậu bé                   | Mashiba Mari              |
| Người dẫn Kurayama Tribe | Hirose Masashi            |
| Tajikara                 | Ryuji Nakagi              |
| Tarane                   | Tamagawa Sakiko           |
| chủ nhà                  | Takashi Taguchi           |
| Kukuru                   | Matsuoka Youko            |
| Máy vi tính              | Mitsuya Yuji              |